# Кам'янський район (Молдова)
Кам'янський район — адміністративно-територіальна одиниця самопроголошенної невизнаної Придністровської Молдавської Республіки.

## Географія району
Кам'янський район знаходиться на півночі Придністровської Молдавської Республіки. Його площа становить 434,5 км². Територія району розташована на лівому березі Дністра. До складу району в часи Молдавської РСР входили також деякі населені пункти на правому березі, але зараз вони належать до Шолданештського та Флорештського районів Республіки Молдова. Також Кам'янський район межує з Рибницьким районом Придністров'я (на півдні), Подільським районом Одеської області (на сході), Тульчинським та Могилів-Подільським районами Вінницької області (на півночі).
Центром району є місто Кам'янка. Найстарішим поселенням району є Рашків.

## Історія
Археологічні та історичні дослідження показали, що на території Кам'янського району люди проживали з давніх часів. Виявлені їх стоянки, які відносять до епохи пізнього палеоліту. При розкопках були знайдені двохсторонні оброблені наконечники, пластини з ретушшю, вироби з кістки та рогу, кості давніх тварин: північного оленя, мамонта, давнього коня та ін.
У с. Куніча (нині Флорештський район) знайдено давньоруське городище IX—XII століть. Давнє сарматське море залишило тут свої поклади глини, що придатна для виробництва цегли та черепиці, піску та каменю.
Кам'янський район був утворений 7 березня 1923 року у складі новоутвореної Тульчинської округи Подільської губернії Української СРР.
Постановою 3-ї сесії ВУЦВК VIII скликання від 12 жовтня 1924 р. в складі УСРР було створено Молдавську АСРР (столиця — м. Балта). З Тульчинського округу відійшла більша частина Кам'янського району (з містечками Кам'янкою та Рашковом) та частина населених пунктів Великокісницького району (Окницька та Грушківська сільради).
2 серпня 1940 року на 3-й сесії Верховної Ради СРСР був прийнятий Закон про утворення союзної Молдавської Радянської Соціалістичної Республіки, до складу якої увійшов Кам'янський район ліквідованої МАРСР.

## Населення
- 1926 — 39 169 (у т.ч. с. Кам'янка 7022 і Рашків 5292)
- 1939 — 40 346 (у т.ч. смт. Кам'янка 7660)

Національний склад за даними перепису 2004 року
Українці мають суттєву долю серед населення району - 42,6%.
| населений пункт   | населення | молдовани | росіяни | українці | болгари | інші   |
| ----------------- | --------- | --------- | ------- | -------- | ------- | ------ |
| Кам'янка          | 10323     | 51,2 %    | 12,6 %  | 33,7 %   | 0,3 %   | 2,1 %  |
| Сонячне           | 256       | 22,3 %    | 10,2 %  | 66,4 %   |         | 1,2 %  |
| Валя-Адинке       | 368       | 8,4 %     | 3,0 %   | 88,0 %   |         | 0,5 %  |
| Костянтинівка     | 240       | 5,4 %     | 4,2 %   | 90,0 %   |         | 0,4 %  |
| Грушка            | 1157      | 72,7 %    | 3,2 %   | 23,1 %   | 0,1 %   | 1,0 %  |
| Фрунзівка         | 133       | 60,2 %    | 6,8 %   | 31,6 %   |         | 1,5 %  |
| Катеринівка       | 1600      | 4,8 %     | 3,7 %   | 90,3 %   |         | 1,3 %  |
| Садки             | 9         |           |         | 100,0 %  |         |        |
| Олександрівка     | 214       | 29,9 %    | 23,8 %  | 43,9 %   | 0,5 %   | 1,9 %  |
| Красний Октябр    | 509       | 87,2 %    | 3,7 %   | 8,3 %    | 0,2 %   | 0,6 %  |
| Війтівка          | 10        | 10,0 %    |         | 90,0 %   |         |        |
| Кузмін            | 1044      | 8,3 %     | 2,9 %   | 88,1 %   | 0,3 %   | 0,4 %  |
| Окниця            | 815       | 2,3 %     | 1,0 %   | 96,6 %   | 0,1 %   |        |
| Подойма           | 1780      | 96,3 %    | 1,4 %   | 1,9 %    | 0,2 %   | 0,2 %  |
| Подоймиця         | 2028      | 97,4 %    | 1,0 %   | 1,4 %    |         | 0,1 %  |
| Рашків            | 2003      | 7,4 %     | 4,1 %   | 87,0 %   | 0,3 %   | 1,1 %  |
| Янтарне           | 156       | 32,1 %    | 8,3 %   | 59,0 %   |         | 0,6 %  |
| Бодани            | 9         | 22,2 %    | 66,7 %  | 11,1 %   |         |        |
| Ротар             | 523       | 80,7 %    | 4,0 %   | 14,7 %   |         | 0,6 %  |
| Соколівка         | 49        | 26,5 %    | 8,2 %   | 63,3 %   |         | 2,0 %  |
| Северинівка       | 757       | 16,2 %    | 2,2 %   | 80,7 %   | 0,1 %   | 0,7 %  |
| Слобода-Рашків    | 799       | 4,6 %     | 3,6 %   | 43,3 %   |         | 48,4 % |
| Хрустова          | 2502      | 61,8 %    | 3,9 %   | 33,8 %   | 0,2 %   | 0,3 %  |
| Кам'янський район | 27284     | 47,8 %    | 6,9 %   | 42,6 %   | 0,2 %   | 2,6 %  |